# Харрогит Таун
«Ха́ррогит Та́ун» (полное название — Клуб ассоциации футбола «Харрогит Таун»; англ. Harrogate Town Association Football Club, английское произношение: [ˈhærəɡət ˈtaun ə'səusɪ'eɪʃn 'futbɔ:l klʌb]) — английский профессиональный футбольный клуб из города Харрогит, графство Норт-Йоркшир. Образован в 1914 году. Домашние матчи проводит на стадионе «Уэтерби Роуд».
В настоящее время выступает в Лиге 2, четвёртом по значимости дивизионе в системе футбольных лиг Англии.

## История
Клуб был основан как «АФК Харрогит» в 1914 году. Ранее городские власти пытались собрать футбольную команду с 1907 года, но ничего не получалось. Команда заявилась в Северную Лигу в год основания клуба и должна была играть свои домашние матчи на стадионе «Каунти Граунд». Но из-за начала Первой мировой войны игры были отложены.
После войны прошла встреча, связанная с воссозданием клуба. Её инициатором выступил Роберт Экрил Брир, который позже стал секретарём клуба. «Харрогит» присоединился к West Riding League.

### Ранние годы
АФК Харрогит наконец провел свою первую официальную встречу 30 августа 1919 года на стадионе «Старбек Лейн Граунд» против команды «Хорсфорт». Команда выиграла со счетом 1:0. Ещё клуб в этом сезоне участвовал в Кубке Англии, а также выиграл свой первый трофей (Кубок Уитворт).
В сезоне 1920/21 клуб стал одним из основателей Лиги Йоркшира, но команда продолжала также выступать в West Riding League. Клуб переехал на новый стадион Уэтерби Роуд. В перерывах между играми команда проводила товарищеские матчи с сильными соперниками, например, были встречи с «Ливерпулем» на стадионе Энфилд и с «Шеффилд Юнайтед» перед 15 000 зрителей.
Команда вновь поменяла лигу в своём третьем сезоне. Клуб вышел из West Riding League и перешел в Лигу Мидланда. В этой лиге выступали резервные команды таких клубов, как «Ноттингем Форест», «Шеффилд Уэнсдей» и «Барнсли». «Харрогит» остался в Лиге Йоркшира, выставляя на игры резервный состав. Однако в следующем сезоне клуб покинул Лигу Мидланда и сосредоточил своё внимание на выступлении в Лиге Йоркшира.
В сезоне 1926/27 «Харрогит» стал чемпионом Лиги Йоркшира и перешел в Северную Лигу. Команда распалась в 1932 году.

### Возрождение и восхождение
Городской клуб возродился в 1935 году как Харрогит Хотспурс. После Второй мировой войны клуб был переименован в Харрогит Таун и играл в Лиге Западного Йоркшира. Команда снова перешла в Лигу Йоркшира в 1957 году и провела там 60-е — 70-е годы двадцатого века. В 1982 году клуб стал одним из основателей новой Восточной Лиги Северных Графств. Он искал способы подняться в системе футбольных лиг Англии и улучшал стадион, на котором было установлено искусственное освещение. По этому случаю был проведен товарищеский матч с командой «Лидс Юнайтед».
После пяти сезонов в Восточной Лиге Северных Графств клуб стал одним из основателей Первого дивизиона Северной Премьер Лиги в сезоне 1987/88. В 1990 году клуб начал постройку новой главной трибуны и в том же году выиграл Кубок Первого дивизиона Северной Премьер Лиги. Команда провела 15 сезонов в этой лиге, дважды чуть не вылетев из неё. Наконец, в сезоне 2001/02 «Харрогит» сумел финишировать на первом месте и получил повышение в Премьер дивизион Северной Премьер Лиги. Свой первый сезон на новом уровне команда закончила на шестом месте в таблице чемпионата, а также впервые прошла в первый раунд Кубка Англии, проиграв там клубу из Конференции «Фарнборо Таун» со счетом 5:1.

### Северная Конференция
После финиша на пятом месте в сезоне 2003/04 клуб стал одним из основателей новой Северной конференции. Во время выступления в Кубке Англии 2005/06 «Харрогит» впервые встретился в официальном матче с представителем футбольной лиги, этим клубом был «Торки Юнайтед». После ничьей 1:1 на выезде «Харрогит» в переигровке уступил 6:5 в серии пенальти. В конце сезона команда финишировала на пятом месте и получила право играть матчи плей-офф за повышение в Национальную Конференцию, но проиграла в полуфинале будущим победителям — команде «Стаффорд Рейнджерс».
В конце сезона 2009/10 клуб финишировал внизу турнирной таблицы и должен был покинуть дивизион. Но после исключения из лиги из-за финансовых проблем команды «Нортвич Виктория» «Харрогит» остался в лиге.
Перед началом сезона 2011/12 Билл Фозерби передал управление клубом Ирвингу Уэверу, отцу главного тренера Саймона Уэвера. Этот сезон команда заканчивала в зоне вылета, но сумела спастись, обыграв в последнем туре «Корби Таун» со счетом 5:0.
На следующий год команда совершила свое самое удачное выступление в Кубке Англии. 3 ноября 2012 года был пройден клуб Второй лиги «Торки Юнайтед», и «Харрогит Таун» впервые в своей истории вышел во Второй раунд кубка. Во втором раунде команда уступила в переигровке в серии пенальти клубу «Гастингс Юнайтед».

## История выступления в лигах
| - 1957—1961 Второй дивизион Лиги Йоркшира - 1961—1967 Первый дивизион Лиги Йоркшира - 1967—1970 Второй дивизион Лиги Йоркшира - 1970—1972 Третий дивизион Лиги Йоркшира - 1972—1978 Второй дивизион Лиги Йоркшира - 1978—1981 Третий дивизион Лиги Йоркшира - 1981—1982 Второй дивизион Лиги Йоркшира - 1982—1985 Первый дивизион Север Восточной лиги Северных графств | - 1985—1986 Первый дивизион Восточной лиги Северных графств - 1986—1987 Премьер дивизион Восточной лиги Северных графств - 1987—2002 Первый дивизион Северной Премьер Лиги - 2002—2004 Премьер дивизион Северной Премьер Лиги - 2004- Северная конференция |

### Сезоны
Представлена информация о выступлениях клуба в пяти последних (на август 2016 года) сезонах
| Сезон   | Лига                    | Уровень | Игр | В  | Н  | П  | ГЗ | ГП | Р   | Очки | Место    | Кубок Англии  | ФА Трофи      |
| ------- | ----------------------- | ------- | --- | -- | -- | -- | -- | -- | --- | ---- | -------- | ------------- | ------------- |
| 2011-12 | Северная конференция    | 6       | 42  | 14 | 10 | 18 | 59 | 69 | -10 | 52   | 15 из 22 | 2-й кв. раунд | 1-й раунд     |
| 2012-13 | Северная конференция    | 6       | 42  | 20 | 9  | 13 | 72 | 50 | +22 | 69   | 6 из 22  | 2-й раунд     | 1-й раунд     |
| 2013-14 | Северная конференция    | 6       | 42  | 19 | 9  | 14 | 75 | 59 | +16 | 63   | 9 из 22  | 2-й кв. раунд | 3-й кв. раунд |
| 2014-15 | Северная конференция    | 6       | 42  | 14 | 10 | 18 | 50 | 62 | -12 | 52   | 15 из 22 | 2-й кв. раунд | 1-й раунд     |
| 2015-16 | Национальная лига Север | 6       | 42  | 21 | 9  | 12 | 73 | 46 | +27 | 72   | 4 из 22  | 4-й кв. раунд | 3-й кв. раунд |

## Достижения
- Северная Премьер-лига
  - Первый дивизион Победители 2001/02
  - Кубок Первого дивизиона Победители 1989/90
- Лига Йоркшира
  - Победитель 1926/27
  - Второй дивизион Победители 1981/82
- Кубок вызова West Riding County
  - Победитель 1925/26, 1926/27, 1962/63, 1972/73, 1985/86, 2001/02, 2002/03, 2007/08
- Кубок Уитворт
  - Победитель 1919/20